# Ahasiten
Ahasiten (oder Antiochianer) wurden im 17. Jahrhundert die Anhänger der Lehre Thomas Hobbes’ genannt, dass die Kirche vollständig der weltlichen Gewalt unterzuordnen und dem Landesfürsten oder der sonstigen Obrigkeit die unumschränkte Gewalt über kirchliche Angelegenheiten (jus territoriale circa sacra) einzuräumen sei.
Die Lehre ist nach den biblischen Königen Ahas und Antiochus benannt, die die Religion in extremer Weise der weltlichen Obrigkeit untergeordnet hatten. Hobbes vertrat in seinem Werk De cive (1642) diese Ansicht, weshalb er und seine Anhänger auch Ahasiten genannt wurden.